# Haduwy von Herford

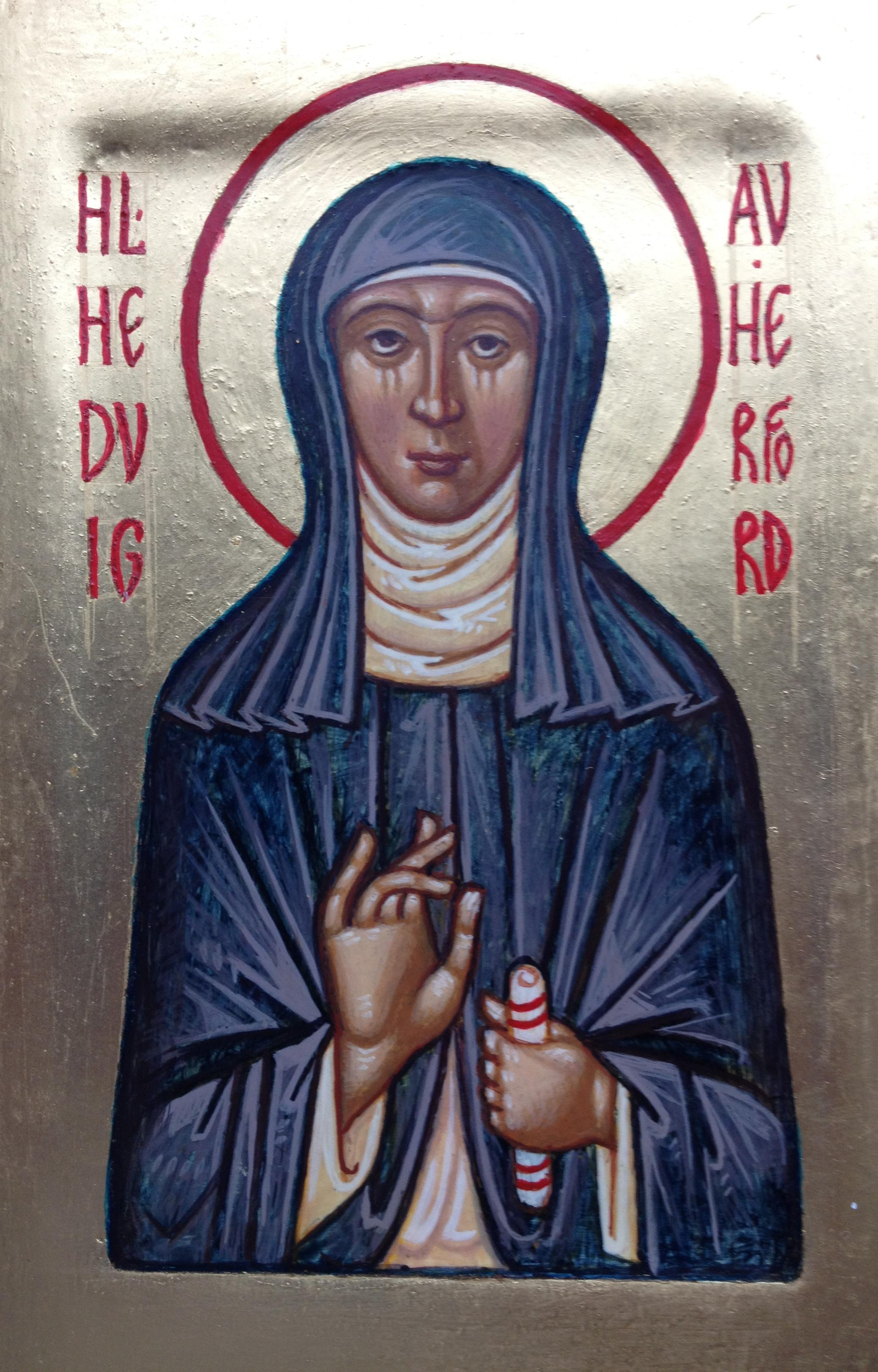
Hedwig von Herford

Haduwy, auch als Hedwig bekannt (* um 810/811; † 887), war von vor 858 bis zu ihrem Tod im Jahre 887 Äbtissin des Frauenstifts Herford.
Haduwy stammte aus einem einflussreichen Adelsgeschlecht.  Sie war eine Tochter des Grafen Asig (Esiko) im sächsischen Hessengau, dem Namensgeber der Esikonen, und damit Enkelin des Grafen Ekbert und der heiligen Ida von Herzfeld. Ihr Bruder, Graf Cobbo der Jüngere, folgte seinem Vater Asig als Graf im sächsischen Hessengau.
Nach dem Tod ihres Mannes Amelung II., Sohn des Billungers Bennid I. und Neffe des Grafen Cobbo der Ältere, um 849 und ihrer Söhne Amelung III. und Bennid II. machte sie dem Kloster Corvey aus ihren Besitzungen in dessen näherer Umgebung im sächsischen Hessengau eine große Stiftung für das Seelenheil der Verstorbenen und trat dann selbst in den geistlichen Stand ein. Nach dem Tod ihrer Tante Addila wurde sie deren Nachfolgerin als Äbtissin im Stift Herford.
Ihrem Wirken, und dem ihres Bruders Cobbo, war es zu verdanken, dass im Jahre 860 die Gebeine der heiligen Pusinna aus deren Einsiedelei Binson („vicus bausionensis“ in der Nähe von Châlons-en-Champagne bei Corbie) in das Stift Herford überführt wurden. Das Stift gewann dadurch erheblich an geistlicher Bedeutung und erhielt später den Namen „St. Marien und Pusinna“.